# (7572) Znokai
(7572) Znokai est un astéroïde de la ceinture principale.

## Description
(7572) Znokai est un astéroïde de la ceinture principale. Il fut découvert le 23 septembre 1989 à Kitami par Kin Endate et Kazuro Watanabe. Il présente une orbite caractérisée par un demi-grand axe de 2,16 UA, une excentricité de 0,09 et une inclinaison de 3,8° par rapport à l'écliptique.

## Compléments